# Воин (князь полоцкий)
Во́ин (ум. 1333/1334) ― полоцкий князь. Согласно Вольфу, был третьим сыном Будивида, братом Гедимина и Витеня. Впервые упоминается в 1324 году как князь полоцкий — в 1326 году, когда он вместе с князем минским Василием и князем Фёдором Святославичем участвовал в посольстве великого князя литовского Гедимина в Новгород для заключения мирного договора с новгородцами и ливонскими рыцарями. Более в источниках не упоминается. Учитывая известные факты походов ливонских рыцарей на Полоцк в 1333 и 1334 годах, можно предположить, что Воин был убит во время одного из них. В 1338 году князем полоцким назван уже Наримунт Гедиминович. В источниках также упоминается сын Воина Любка, убитый в 1342 году в битве с ливонскими рыцарями.